# Чарлі, Чарлі, прийди

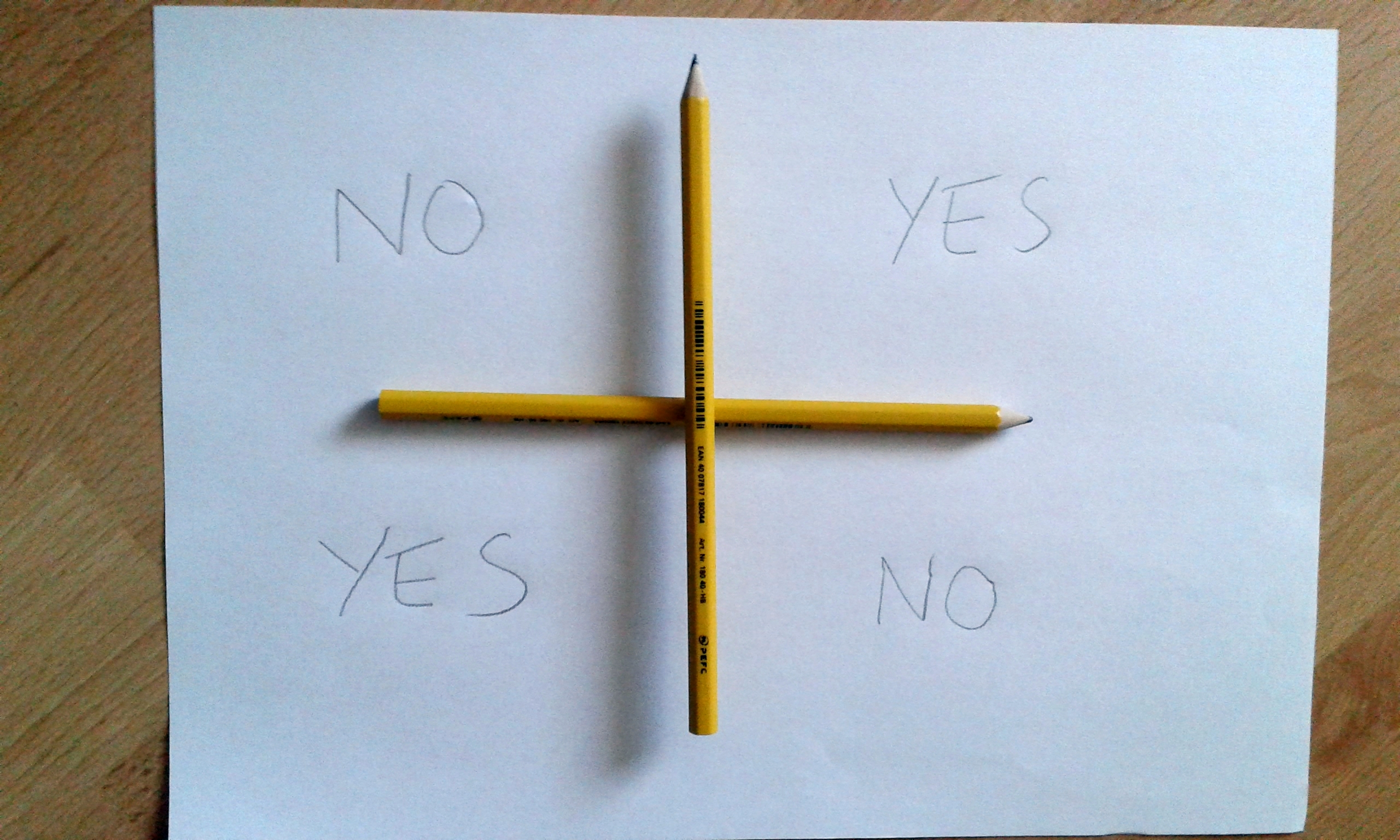
Основний інструмент гри. На папері за допомогою двох схрещених олівців формується чотири квадрати, зі словами "Так" і "Ні".

Чарлі, Чарлі, прийди, або Чарлі Чарлі челендж, або призов Чарлі — це гра-ворожіння, у якій олівець, балансуючий на іншому олівці, повинен вказати на слово «Так» або «Ні», сподіваючись на те, що таким чином містичний Чарлі відповідає на запитання. Як і у випадку з Magic 8-Ball, більшість гравців, зазвичай підліткового віку, вважають, що відповідь не залежить від механізму або конструкції.
Гра є сучасним втіленням старої іспанської гри під назвою Juego de la Lapicera («Гра в олівець»). Її популяризували в англомовному світі в 2015 році, частково через хештег #CharlieCharlieChallenge. 29 квітня 2015 року таблоїдний телевізійний випуск новин про гру, яка проходила в провінції Хато Майор Домініканської Республіки, був завантажений на YouTube, і ненавмисний гумор призвів до її поширення у Твіттері, перетнувши мовний бар’єр, і вона стала популярною у всьому світі.

## Гра

### Чотири олівці
У ранній версії гри два гравці тримають по два олівці формуючи з них квадрат, притискаючи їхні кінці до кінців олівців іншого гравця. Подібно дошці уіджа, тут використовується ідеомоторний феномен, коли гравці пересувають олівці без свідомого контролю.

### Два олівці
Гра з двома олівцями передбачає схрещування двох ручок або олівців для створення чотирьох квадратів, з двома "Так" і з двома "Ні". Гра починається з того, що гравці повторюють декілька разів фразу "Чарлі, Чарлі, прийди" а потім задають запитання надприродній сутності на ім’я Чарлі. Після цього очікується, що верхній олівець обертатиметься, щоб вказати відповідь на задані запитання. Першим питанням завжди є "ти тут?" або "ми можемо пограти?".
Верхній олівець збалансований на центрі іншого олівця, тобто він може легко обертатися під дією легких поривів вітру або дихання гравців, які очікують руху олівця.

## Історія
За словами Кейтлін Дьюї з The Washington Post, ця гра є дуже цінною як приклад перетину різних культур у Інтернет-трендах:
Charlie makes a killer case study in virality and how things move in and out of languages and cultures online. You'll notice, for instance, a lot of players and reporters talking about the game as if it were new, when it's actually—and more interestingly, I think—an old game that has just recently crossed the language divide.
Чарлі стає чудовим прикладом вірусності та того, як різні речі стають популярними у різних мовах та культурах онлайн. Ви помітите, наприклад, що багато гравців та журналістів говорять про гру так, ніби вона нова, хоча, що цікавіше, це стара гра, яка тільки недавно переступила мовний бар'єр."

Марія Елена Навез з BBC Mundo заявила, що «У Мексиці немає демона на ім’я Чарлі», припустив, що мексиканські демони з англійськими іменами (наприклад, «Карлітос») є «зазвичай американськими винаходами».
Експерт з міських легенд Девід Емері каже, що деякі версії гри скопіювали історію про привидів La Llorona, популярну в Мексиці, Центральній Америці та на півночі Південної Америки, але гра з олівцем не є мексиканською традицією.
Джозеф Лейкок, професор релігієзнавства в Університеті штату Техас, стверджував, що хоча Чарлі «найчастіше описують як мексиканського привида, схоже, що християнські критики майже відразу назвали гру сатанинською через своє бажання «претендувати на монополію» на корисні зустрічі з надприродним».

## Реакції і критика
У травні 2015 року The Racket Report, пародійний веб-сайт, який описує себе як «не призначений для передачі будь-якої правдивої інформації», опублікував сатиричну статтю, в якій стверджувалося, що 500 "загадкових" смертей стали результатом гри Чарлі Чарлі. У червні The Fiji Sun повідомила про заяви зроблені сайтом як про реальну новину. Міністерство освіти Фіджі заборонило цю гру, і трьох вчителів у Тавуа було доставлено до поліції для допиту щодо звинувачень у тому, що вони змушували своїх учнів грати в неї, перш ніж з них зняли всі звинувачення.
В Колумбії у травні 2015 року чотирьох дівчат-підлітків було відправлено в лікарню в Тунха, після того, як вони пограли в гру. Їм було діагностовано масову істерію, і після заспокоєння їх було відправленно додому.
Кейт Ніббс пише, що «як тільки мода на паранормальні явища стала вірусною, не знадобилося багато часу, щоб християнські панікери застерегли від звернення до мерзотного духовного світу». Пет Робертсон засудив виклик Чарлі, назвав його демонічним. Декілька екзорцистів просували ідею про те, що гра викликає одержимість духом, і це занепокоює мусульман Ямайки та ОАЕ. Різні ЗМІ називали учасників ігор «довірливими».
У квітні 2017 року уряд Східної Лівії заборонив гру, звинувативши її у 6 самогубствах.

## Пояснення
Психологічне навіювання може змусити людей очікувати певного результату, що може призвести до думок і поведінки, які сприятимуть досягненню очікуваного результату, наприклад, важкого дихання, із-за якого олівець ворухнеться. Кріс Френч, керівник дослідницького підрозділу аномалістичної психології Лондонського університету, каже, що виявлення так званого "агента" (Agent Detection) спонукає людей бачити закономірності у випадкових подіях і сприймати їх так, нібито за ними стоїть щось з інтелектуальною здібністю. Він стверджує, що ігри з ворожінням включають магічне мислення: «Часто отримані «відповіді» [в іграх з ворожінням], можуть бути розпливчастими та неоднозначними, але притаманна нам здатність знаходити сенс навіть якщо його немає — гарантує, що ми сприйматимемо значення у цих відповідях і будемо впевнені, що за ними ховається якийсь інтелект». Кейт Кніббс, у блозі Gizmodo описала гру як «готову до халтурного окультизму у Vine», яка «має схожість з парейдолією», коли люди інтерпретують шаблони як такі, що мають значення.
Стюарт Вайз, професор психології в Коннектикутському коледжі, стверджує, що підлітки часто дивляться хоррор фільми про паранормальні явища групами, і «в усьому цьому феномені є справжній аспект соціального зв’язку» і «для деяких дітей це майже етап розвитку, мати справу з речами, які страшні». Дональд Сосьєр, професор психології з Університету штату Канзас, стверджує, що підлітки переживають «період, коли соціальний вплив дуже сильний», і вони більш схильні до забобонів. Стівен Шлозман, доцент кафедри психіатрії Гарвардської медичної школи, сказав: «Я думаю, що дітей цікавлять дії, які насправді не такі вже й небезпечні, але мають відчуття небезпеки для них». Шерон Хілл стверджує, що підлітки, які грають у цю гру, «реагують надмірно через вплив однолітків».
Пастор Карл Геллапс для радіо новин WPTF сказав: «Я провів кілька експериментів із цим, і я думаю, що людей обдурюють. На моєму столі переді мною лежало два олівці, а той, що знаходиться зверху, легко рухається лише подихом повітря». Він продовжив: «Я підняв свій телефон ніби знімаю це на відео, і почав трохи важко дихати, так щоб це не було помітно як би я був у групі людей, а олівець із-за цього почав рухатись». Фред Кларк і Ребекка Уотсон порівнюють феномен руху олівців зі спростованою заявою Джеймса Гідріка, в якій він стверждував, що може рухати олівець на столі за допомогою телекінезу.
Ендрю Ґріффін написав у The Independent, що ця гра «можливо страшніша за дошку уіджа, тому що вона не має тих самих пояснень. На цих дошках гравцям доводиться тримати планшетку, поки вона рухається по дошці, тому не важко уявити, що люди можуть рухати її, не підозрюючи про це».
Девід Емері скупо стверджує, що коли прості наукові пояснення «достатньо пояснюють, чому відбувається певне явище, немає підстав припускати, що діють надприродні сили». Незважаючи на прості наукові пояснення, які пропонують наукові журналісти, вони менш освітлюються в основних ЗМІ.

## У масовій культурі
Продюсери хоррор фільму 2015 року «Шибениця» рекламували свій фільм на хвилі популярності гри, випустивши про неї відеоролик.